# Râul Valea Mică, Dipșa
Râul Valea Mică este un curs de apă, afluent al râului Dipșa. 

## Hărți
- Harta județului Bistrița